# كيفن سميث (لاعب كرة قدم)
كيفن سميث (بالإنجليزية: Kevin Smith)‏ (و. 1986  م) هو لاعب كرة قدم أمريكية، من الولايات المتحدة، ولد في ميامي، يلعب كراكض للخلف ‏.

## التعليم
تعلم في Miami Southridge Senior High School ‏.

## روابط خارجية
- كيفن سميث على موقع مرجع كرة القدم المحترفة.كوم (الإنجليزية)
- كيفن سميث على موقع كلية كرة القدم في سبورتس رفرنس.كوم (الإنجليزية)